# Mohammad Khakpour
Mohammad Khakpour (Teheran, 20 febbraio 1969) è un allenatore di calcio ed ex calciatore iraniano, di ruolo difensore.